# جون ويليام بيتي
جون ويليام بيتي هو رسام كندي، ولد في 1869، وتوفي في 1941.